# Arracacia tillettii
Arracacia tillettii är en flockblommig växtart som beskrevs av Lincoln Constance och Affolter. Arracacia tillettii ingår i släktet Arracacia och familjen flockblommiga växter. Inga underarter finns listade i Catalogue of Life.